# Février 1931

## Événements
- Grâce à une active campagne d’opinion, les sionistes obtiennent la levée des restrictions à l’émigration et à l’achat de terres[Où ?].

- 1er février au 5 mars : périple africain pour un équipage polonais 25 770 km et 147 heures de vol.

- 3 février :  Tremblement de terre de Hawke's Bay

- 5 février : à Daytona Beach, Malcolm Campbell établit un nouveau record de vitesse terrestre : 396,03 km/h.

- 12 février : 
  - début de Radio Vatican inauguré par le pape Pie XI dont le premier émetteur est équipé par Guglielmo Marconi, l’inventeur de la radio. C’est la plus puissante radio à onde courtes.
  - Premier vol du Curtiss F9C Sparrowhawk.

- 14 février : début de la dictature du général Jorge Ubico Castañeda au Guatemala (fin en 1944).

- 14 au 18 février : un équipage américain relie New York et Buenos Aires en 5 jours et 5 heures (52 heures et 15 minutes de vol).

- 15 février : création du groupe Abstraction-Création (Jean Arp, Theo van Doesburg, Jean Hélion, Auguste Herbin, František Kupka, Albert Gleizes, Robert Delaunay).

- 26 février au 1er mars : un équipage français (Bossoutrot et Rossi) bat le record de durée de vol : 75 heures et 23 minutes, sur un « Blériot 110 » ainsi que le record de distance en circuit fermé avec 8 822 km.

- 28 février : Oswald Mosley quitte le parti travailliste du Royaume-Uni pour fonder le New Party, qui évolue rapidement vers le fascisme.

## Naissances
- 1er février : Boris Ieltsine, homme politique russe, ancien président de la fédération de Russie († 23 février 2007).
- 2 février : 
  - Ugo Anzile, coureur cycliste italien naturalisé français († 25 avril 2010).
  - Jean-Paul Harney, professeur et politicien.
  - Dries van Agt, universitaire et homme d'État néerlandais († 5 février 2024).
- 4 février : Isabel Martínez de Perón, femme politique argentine, première femme présidente de l'Argentine.
- 6 février : Ricardo J. Vidal, cardinal philippin, archevêque] de Cebu.
- 8 février : James Dean, acteur américain († 30 septembre 1955).
- 12 février : Agustin Garcia-Gasco, cardinal espagnol, archevêque émérite de Valence.
- 14 février : 
  - Bruce Lowery.
  - Bernard Geoffrion, joueur et entraîneur de hockey sur glace.
- 15 février : Mohamed Hilmi, Acteur, réalisateur et dramaturge algérien († 5 janvier 2022).
- 18 février : Swraj Paul, homme politique britannique d'origine indienne.
- 19 février :
  - Toni Morrison, écrivain américaine.
  - Camillo Ruini, cardinal italien, cardinal-vicaire émérite de Rome.
- 24 février : James Abourezk, homme politique américain († 24 février 2023).
- 26 février : Jacques Rouxel, dessinateur d'animation, créateur des Shadoks († 25 avril 2004).
- 25 février : Clarence Avant, producteur de cinéma américain († 13 août 2023).
- 28 février : Gavin MacLeod, acteur américain († 29 mai 2022).

## Décès
- 4 février : Mauricio Bacarisse, poète, écrivain, essayiste, traducteur et collaborateur en presse espagnol (° 20 août 1895).
- 10 février : Eugen de Blaas, peintre italien (° 24 juillet 1843).
- 13 février : Martin Feuerstein, peintre germano-alsacien (° 6 janvier 1856).
- 23 février : Henri-Dominique Roszczewski, peintre français (° 13 juillet 1844).